# Menyhért Lakatos
 Menyhért Lakatos (ur. 11 kwietnia 1926 w Vésztő, zm. 21 sierpnia 2007 w Budapeszcie) – węgiersko-romski pisarz.
Urodził się 11 kwietnia 1926 roku w węgierskiej miejscowości Vésztő. Studiował na Uniwersytecie Techniczno-Ekonomicznym w Budapeszcie. W 1976 i 1993 roku otrzymał Nagrodę im. Attili Józsefa. Od 1988 roku był prezesem Węgierskiego Stowarzyszenia Kultury Romskiej (węgierski: Magyarországi Cigányok Kulturális Szövetsége). Zmarł w 2007 roku w Budapeszcie. Obecnie jedna ze szkół znajdujących się w Budapeszcie nosi jego imię. Jego najsłynniejsza książka to Krajobraz widziany przez dym; książka to bildungsroman opowiadający o życiu w wiosce romskiej w północno-wschodnich Węgrzech od 1940 do 1944 roku.